# Northern Rock
La Northern Rock (LSE: NRK) est une banque britannique basée à Regent Centre, Newcastle upon Tyne dans le nord de l'Angleterre. Anciennement connue sous le nom de la Northern Rock Building Society, la banque a été fondée en 1997 quand la société entra au London Stock Exchange, distribuant des actions à ses membres qui possédaient un compte sur livret et des biens hypothéqués. Northern Rock a rejoint la bourse en tant que banque mineure et on s'est attendu à ce qu'elle soit absorbée par un de ses plus grands rivaux, mais elle est restée indépendante. En 2000, la Northern Rock rejoignit le FTSE index.

## Historique
La Northern Rock Building Society a été fondée en 1965 conséquemment à la fusion de la Northern Counties Permanent Building Society (créée en 1850) et la Rock Building Society (fondée en 1865). 
Comme d'autres sociétés de crédit immobilier, la Northern Rock a fait le choix de se démutualiser et d'être cotée en bourse pour développer son activité. 
En février 2008, à la suite de la crise des subprimes, Northern Rock est nationalisée.
En 2011, Richard Branson rachète les agences de Northern Rock et une grande partie de ses clients. Le 18 novembre 2014 la société est réintroduite en bourse après 7 ans de faillites. 

## Conséquences de la crise des subprimes en 2007

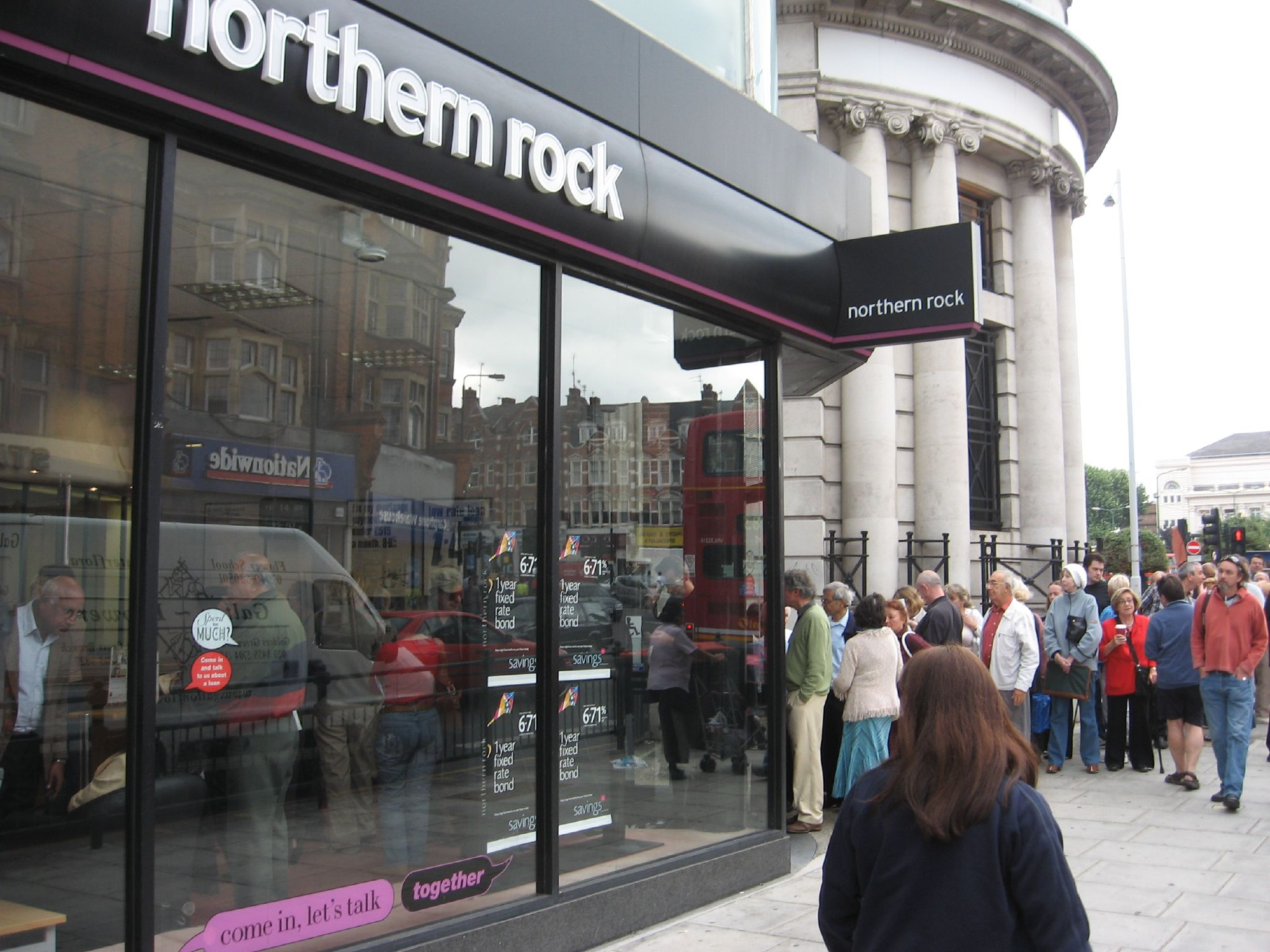
Des gens faisant la queue pour retirer leurs fonds.

La banque n'avait concédé aucun prêt immobilier aux États-Unis, ni a fortiori investi dans les "subprimes". Elle mène toutefois au cours des années 2000 une politique de prêt risquée : une grande partie de ses financements proviennent de titrisation, ce qui la rend en conséquence vulnérable aux retournements de marché. 
Le 13 septembre 2007, la Northern Rock sollicita la Banque d'Angleterre comme prêteur en dernier ressort en Grande-Bretagne, en raison de sa difficulté à lever des fonds sur le marché. Les causes venaient indirectement de la crise des subprimes, la banque étant solvable, mais ayant des problèmes de liquidités, car une grande part de ses fonds étaient investis dans des crédits hypothécaires à risques, non disponibles rapidement.
Cette banque, comme d'autres établissements spécialisés dans le crédit immobilier, présente en effet un profil particulier dans la mesure où contrairement aux banques plus universelles, elle ne peut refinancer qu'une faible partie de ses prêts par les dépôts de sa propre clientèle. Et situation aggravante, elle ne se refinance pas à long terme, mais à court terme, profitant certes des différentiels de taux, mais s'exposant à un besoin constant de refinancement, y compris sur les prêts déjà accordés.  
Un bref phénomène de ruée bancaire a eu lieu, stoppé par les liquidités et la garantie sur la totalité des dépôts offertes par la Banque d'Angleterre, sous la pression du gouvernement. Le cours de l'action s'écroula dans les 20 premiers jours de septembre de 72 %. Une fois la crise de liquidité dépassée, plusieurs fonds de capital-investissement se sont montrés intéressés par le rachat de la banque, comme J.C. Flowers & Co, Cerberus ou Blackstone. Selon le Financial Times du 16 novembre 2007, six à huit propositions ont été présentées, pour la plupart à des prix très bas.
D'après La Tribune, le conseil de Northern Rock a confirmé avoir reçu plusieurs nouvelles marques d'intérêts. L'une de ces offres est significativement en deçà de la capitalisation boursière du groupe à la clôture du 20 novembre, a indiqué Northern Rock. Ces nouvelles informations ont précipité encore la chute de l'action Northern Rock.
Déjà la Banque d’Angleterre a consenti un prêt de 25 milliards de livres à la banque en espérant un renflouement rapide de ces sommes. Londres aurait penché vers un consortium emmené par le groupe Virgin de l'homme d'affaires Richard Branson comme candidat privilégié, ce dernier aurait avancé l'idée de verser immédiatement 11 milliards de livres à la Banque d’Angleterre. Entre-temps, d'autres candidats comme le groupe d'investissement Olivant sont montés au créneau pour le renflouement de la banque.  En décembre 2007, Neelie Kroes, la commissaire européenne chargée de la concurrence a autorisé l'aide au sauvetage élaborée dans l'urgence par le gouvernement et la Banque d'Angleterre. Mais les pertes sont tellement importantes que Northern Rock a eu besoin d'environ 50 milliards d'Euros pour être renflouée. Et en plus, les règles en vigueur dans l'UE sur les aides des États aux entreprises obligent les banques à rembourser en principe six mois plus tard les prêts accordés par l'État.
The Economist a écrit qu’une nationalisation de la banque, afin de liquider progressivement les avoirs financiers et d’éviter la faillite, serait la meilleure solution pour les finances publiques. En raison de l'échec des candidatures à l'OPA, une nationalisation temporaire est décidée le 17 février 2008.